# Уинслоу (Англия)
Уинслоу (англ. Winslow) — небольшой город в графстве Бакингемшир (Англия), входит в состав района Эйлсбери-Вейл.
Город расположен в 16 км на север от центра графства города Эйлсбери.
Впервые упоминается в 795 как Wineshlauu.